# نیزه سه‌شاخه (فیلم ۱۹۸۲)
نیزه سه‌شاخه 
(به تلوگویی: Trisulam) فیلمی محصول سال ۱۹۸۲ و به کارگردانی کی. راگاوندرا رائو است. در این فیلم بازیگرانی همچون کریشنام راجو، سری دوی، جایا سودا، رادیکا ساراتکومار ایفای نقش کرده‌اند.